# 察隅肋毛蕨
察隅肋毛蕨（学名：Ctenitis zayuensis）为叉蕨科肋毛蕨属下的一个种。

## 扩展阅读
- 維基物種上的相關：察隅肋毛蕨